# Давыдов-Лучицкий, Всеволод Владимирович
Всеволод Владимирович Давыдов-Лучицкий (8 ноября 1902, Льгов — 8 марта 1942, Василенково, Харьковская область) — советский военачальник, полковник (1941), командир 199-й стрелковой дивизии.

## Биография
В рядах Красной Армии с марта 1920 года. В 1920 г. воевал против Деникина. С сентября 1921 года находился в запасе и работал в советских учреждениях в Курске. С ноября 1924 года повторно призывался на службу в РККА, служил старшим каптенармусом в ВВМ Московского военного округа. В декабре 1925 года уволен в запас и опять уехал в Курск.
В мае 1931 года в третий раз призван в армию. Окончил Ленинградские КУКС РККА имени В. И. Ленина в 1932 году. В 1936—1937 гг. выполнял «особое задание Правительства», в 1937 г. был ранен в ногу. В 1939—1940 гг. участвовал в боях с белофиннами. В 1940 году окончил Военную академию РККА имени М. В. Фрунзе.
В боях Великой Отечественной войны с 22 июня 1941 г. — заместитель начальника штаба 38-й армии. С 5 декабря 1941 г. назначен командиром 199-й стрелковой дивизии, полковник.
8 марта 1942 г. погиб при артобстреле близ посёлка Василенково в Шевченковском районе Харьковской области. Похоронен в центральном сквере города Купянска.

## Награды
- орден Ленина (1937)[4]
- орден Красного Знамени (27.06.1937)[4]
- орден Отечественной войны II степени (5.11.1942, посмертно)[5]
- Юбилейная медаль «XX лет Рабоче-Крестьянской Красной Армии» (22.02.1938)[4]

## Память
- Именем В. В. Давыдова-Лучицкого названа улица в Купянске.
- В День Победы в 1987, 1992 и 1995 гг. могилу Всеволода Владимировича Давыдова-Лучицкого посещали ветераны 199-й стрелковой дивизии, которые приезжали в Шевченковский район, где проходили бои 199 стрелковой дивизии в 1941—1942 г. Они почтили его память и на месте гибели своего комдива.